# Cyclosa paupercula
Cyclosa paupercula là một loài nhện trong họ Araneidae.
Loài này thuộc chi Cyclosa. Cyclosa paupercula được Eugène Simon miêu tả năm 1893.